# Forte di Brean Down

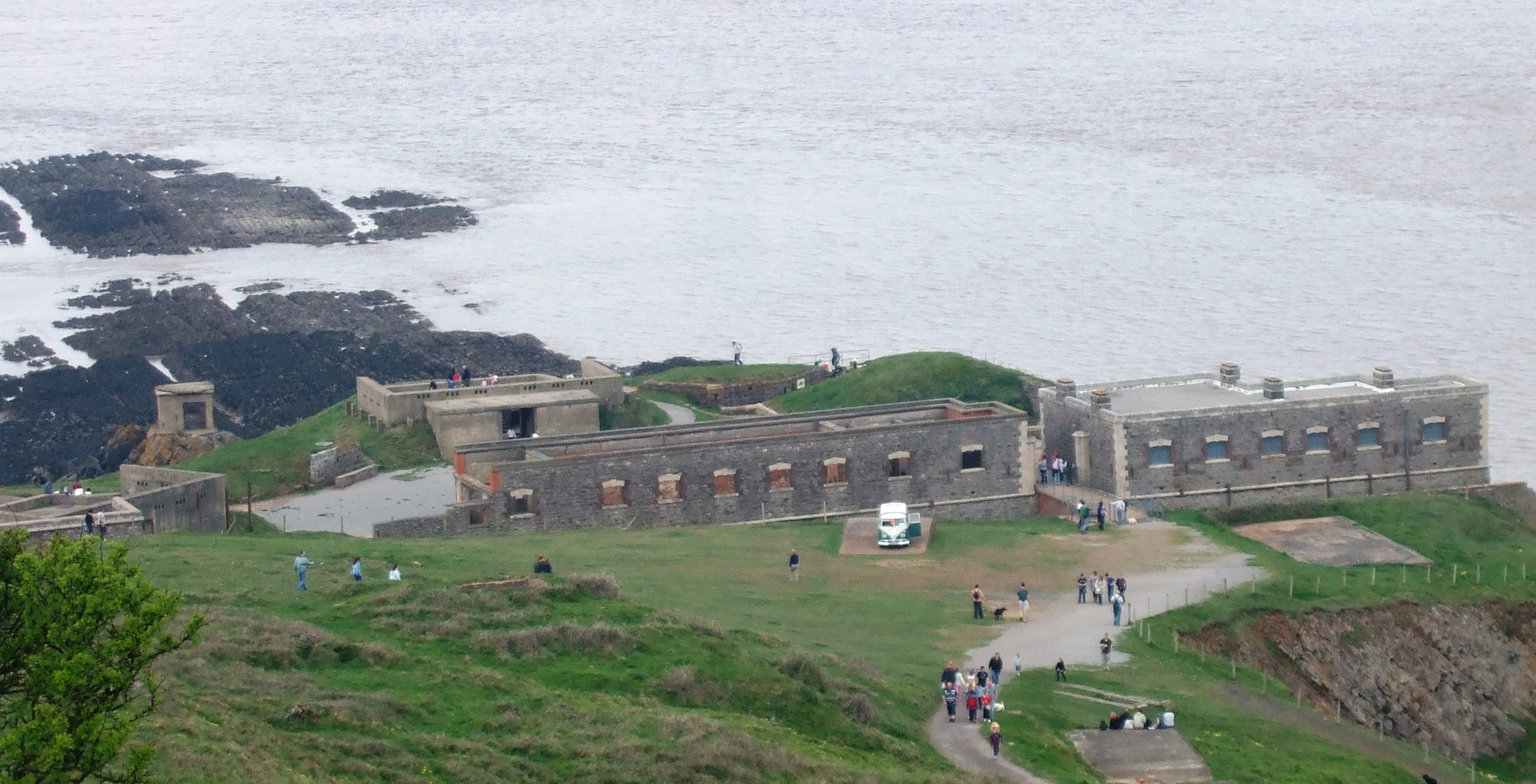
Il forte di Brean Down visto dall'alto

Il forte di Brean Down (in inglese Brean Down Fort) è una fortezza costiera vittoriana affacciata sul canale di Bristol, nel sud-ovest dell'Inghilterra, realizzata tra il 1864 e il 1871 sul promontorio di Brean Down, nella contea del Somerset.
Il sito è gestito dal National Trust.

## Storia
Il forte di Brean Down fu uno dei cosiddetti "forti di Palmerston", ovvero uno dei forti costieri fatti erigere tra il 1859 e il 1865 dal primo ministro Palmerston a scopo preventivo per difendersi da ipotetiche invasioni francesi. Furono i più grandi e più costosi forti mai eretti in Gran Bretagna in tempo di pace.
Per realizzare il forte di Brean Down, vennero requisiti nel 1864 quattro acri del promontorio di Brean Down. La costruzione del forte terminò sette anni dopo.
Il forte ospitava 50 ufficiali d'artiglieria ed era armato da sette cannoni da sette pollici.
Il forte di Brean Down, come la maggior parte dei forti di Palmerston, non venne mai utilizzato in azioni di guerra.
Un evento degno di nota si verificò tuttavia alle 4:50 del mattino del 4 giugno 1900, quando esplosero 5.000 libbre di polvere da sparo conservate in un magazzino: l'esplosione venne probabilmente provocata da un militare, Gunner Haines, unica vittima dell'evento, che avrebbe sfogato la propria ira dopo essere stato ripreso per un suo ritardo o che, secondo la versionem più attendibile, si sarebbe voluto suicidare. Haines venne ritrovato decapitato qualche metro più avanti e fu riconosciuto solo grazie a un anello; nell'esplosione rimase gravemente ferito anche un collega di Haines.
In seguito, il forte venne dismesso e utilizzato per vari scopi, anche ricreativi, prima di essere riutilizzato come deposito per l'artiglieria durante la seconda guerra mondiale. Il forte fu poi utilizzato per testare armi sperimentali.
A fine giugno del 2002, il sito venne riaperto dopo un'opera di ristrutturazione costata 431.000 sterline.

## Descrizione
Il forte si erge a circa 60 m s.l.m.